# Srce Vukovara
Srce Vukovara je hrvatski dugometražni dokumentarni film. Priređen je i kao serijal od četiri epizode. Govori o Domovinskom ratu i vukovarskoj ratnoj bolnici. Vukovarska bolnica bila je simbol obrane Vukovara od velikosrpske agresije. Filmom je prikazano funkcioniranje bolnice u nemogućim uvjetima nakon granatiranja. Premijera filma predviđena je za početak studenoga 2017. godine.
Film je sniman dvije godine. Snimaju ga Udruga hrvatskih branitelja Trpinjske ceste i produkcijska kuća Amico Studio. Glavni protagonisti filma su dr. Andrija Hebrang, ministar zdravstva, ravnateljica bolnice dr. Vesna Bosanac te niz liječnika, medicinskog i tehničkog osoblja i nekoliko ranjenih branitelja. U filmu su snimke djelatnika bolnice Zlatka Jurčevića. Prikazan je rad kirurgije na čelu s dr. Jurjem Njavrom.
Redatelj i scenarist je Stipo Majić, kamera Dragan Ruljančić, dramaturgija Marko Hrenović i ostali.

## Vanjske poveznice
- YouTube, Trailer za dokumentarni film o vukovarskoj bolnici